# Phuntsog Namgyal
Phuntsog Namgyal (Sikkimese: ཕུན་ཚོག་རྣམ་རྒྱལ་; Wylie: phun tshog rnam rgyal) (1604–1670) fue el primer chogyal (monarca) de Sikkim, ahora un estado indio. Consagrado en 1642 a la edad de 38. Phuntsog era un quinto descendiente de generación de Gurú Tashi, un príncipe del siglo XIII de la Casa Mi-nyak en Kham en Tíbet Oriental.
Según la leyenda, Gurú Rinpoche, un santo budista del siglo IX predijo el acontecimiento que un Phuntsog del este sería el próximo chogyal de Sikkim. En 1642, tres lamas, del norte, del oeste, y del sur entraron en búsqueda de la persona escogida. Cerca del presente-día Gangtok, encontraron un hombre batiendo leche. Les ofreció algunas bebidas y les dio refugio. Tan impresionados estuvieron por sus acciones que se dieron cuenta de que él era el escogido e inmediatamente le coronaron rey. La coronación ocurrió en Norbughang cerca de Yuksom en una losa de piedra en un monte cubierto de pinos, y fue ungido por agua espumosa de una urna sagrada.
Phuntsog, junto con los lamas, convirtieron el pueblo Lepcha al budismo y se quedó expandiendo su reino hasta el Valle de Chumbi en Tíbet, partes del Darjeeling-moderno en el sur, y partes de Nepal oriental.
Phuntsog movió su capital a Yuksam e instituyó la primera administración centralizada. El reino fue dividido entre doce Dzongs, o distritos bajo un Lepcha Dzongpon (gobernador) quien encabezó un consejo de doce ministros. Durante su reinado, el budismo fue consolidado como la religión establecida en Sikkim. Su sucesor fue su hijo, Tensung Namgyal en 1670.